# たいようといっしょ
『たいようといっしょ』は、hy4_4yhによる3枚目のシングル。2008年10月13日発売。発売元はザ・レーベル。

## 収録曲
1. たいようといっしょ（4:01）
作詞・作曲：江崎マサル
2. ジェネレーションX-NEO（4:38）
作詞・作曲：江崎マサル
3. HAPPY BIRTHDAY to me（4:21）
作詞・作曲：江崎マサル